# Pumi
Pumi je staré maďarské plemeno podobné teriérům, ale naprosto se odlišující svojí povahou. Dle Mezinárodní kynologické federace (FCI) se řadí do skupiny ovčáci a honáčtí psi a do sekce ovčáků.

## Historie
Pumi byl vyšlechtěn v Maďarsku v 17. až 18. století křížením puli se psy dovezenými z Německa a Francie. Vyšlechtili jej maďarští bačové a farmáři, aby jim pomáhal se zvířaty pes, který bude menšího vzrůstu, nenáročný na péči, který nespotřebuje tolik jídla a jehož výchova je snadná. Toto plemeno se až do 20. století označovalo i jako mudi nebo puli, až od 20. století byl označován jako samostatné plemeno.
Není jasné, kdy se první jedinci tohoto plemene rozšířili i mimo zemi svého původu, ale v České republice se vyskytuje běžně a nalezneme zde několik chovných stanic. Nejvíce je chov rozšířený - z neznámých důvodů - ve Finsku a Švédsku.
Ke svému původnímu využití se nepoužívá vůbec - dnes je to společník nebo psí sportovec. Také aportér sestřelených kachen z vody.

## Vzhled
Je to pes malého vzrůstu s jemnou kostrou a lehkých držením těla, který byl velmi oblíbený i proto, že toho málo snědl nebo vypil. Je čtvercového formátu. Jeho srst je zvlněná a chundelatá, tvoří chomáčky. Jednotlivé chlupy mají délku od 4 do 7 cm. Osrstění se skládá ze silné, drátovité krycí srsti a měkké podsady. Většinou má různé odstíny černé, šedé nebo červenohnědé.
Hlava je poměrně dlouhá a štíhlá. Má protaženou čenichovou partii a délka tlamy je poněkud kratší než polovina celkové délky hlavy. Stop je téměř neznatelný, těžko je vidět i z profilu. Oči jsou středně daleko od sebe, jsou kulaté a většinou mají odstín tmavé hnědé. Bělmo není moc vidět. Uši jsou vzpřímené, vysoko nasazené nebo polovzpřímené. Často se vyskytuje i to, že jsou přilehlé, to je ale bráno jako vada na exteriéru a takoví jedinci musí být vyloučeni z chovu, i když průkaz původu neztrácejí.
Krk je středně dlouhý, rovný a dobře osvalený. Také klenutý. Srst na něm nevytváří límec. Hřbet je krátký, rovný a pevný. Dobře osvalený a spíše široký. Ocas je dlouhý, nekupírovaný a bohatě osrstěný. Nošený v rovině s hřbetní linií, nikdy ne nad ní. Neměl by být ani stažen mezi nohy.
Nohy jsou dlouhé, lehké a dobře osvalené. Zepředu nesmí být ve tvaru O ani vybočovat, musí být rovné.
Váží od 8 do 15 kg a výška v kohoutku se pohybuje okolo 43 cm.

## Povaha
Je to velmi živý a činorodý honácký pes s neúnavným temperamentem. Také je hravý a mimořádně odvážný. Vůči cizím poněkud nedůvěřivý, ale ne agresivní ani nervózní. Časem si zvykne a oblíbí si každého, koho máte rádi vy. Pumi je poměrně hlasitý pes. Jeho celkový vzhled vyzařuje potřebu činnosti a vzhledem k jeho neklidu a podnikavosti jsou všechny jeho končetiny a části těla neustále v pohybu. Je vždy aktivní a v pohotovosti. Plaché nebo flegmatické chování jsou tomuto plemeni cizí, ale může mít sklony k uštěkanosti. S dětmi vychází skvěle, a pokud je mu nějaká z jejich her nepříjemná, odejde, nikdy neútočí první a útočí jen v případě nutnosti. Pokud se s ostatními zvířaty nespřátelí v štěněcím věku, mohl by s nimi mít v dospělosti problémy.

## Péče
Jeho srst neklade na péči zvláštní nároky. Je samozřejmě nutné starat se o jeho chundelatou srst, která vyžaduje občasné kartáčování a trimování (vytrhávání srsti, aby mohla růst nová). Jinak se ale nemusí prakticky vůbec koupat, protože jeho srst je samočisticí a vše se dá odstranit vykartáčováním.
Je vhodnější chovat jej na zahradě než v bytě, měl by mít ale dobře izolovanou boudu.
Pumi potřebuje dostatek pohybu, je to velmi aktivní pes, a pokud jej chováte v bytě, je nutné s ním chodit na dlouhé procházky, ideální je dělat s ním psí sporty. Má rád veškerý pohyb, od běhání při kole až po dlouhé túry a je schopný vylepšit svoji kondici tak, aby s ním byl páníček spokojený.
Nesmí se podcenit jeho výchova, při které musí být jeho páníček důsledný a u některých obzvlášť samostatných jedinců by si měl nechat poradit od odborníků.